# Liceria
Liceria – imię żeńskie pochodzenia łacińskiego, oznaczające "przyzwalająca". Patronem tego imienia jest św. Liceriusz (IV wiek).
Liceria imieniny obchodzi 27 sierpnia.
Męski odpowiednik: Liceriusz